# Silent Hill (videojoc)
Silent Hill (en català 'Turó Silenciós') és un videojoc de terror de supervivència desenvolupat per Konami i llançat el 1999 per a la consola PlayStation. Considerat un dels títols més influents del gènere, el joc combina elements de terror psicològic amb una ambientació fosca i opressiva que va redefinir les expectatives dels videojocs de l'època. Silent Hill segueix la història de Harry Mason, un home que busca desesperadament la seva filla desapareguda, Cheryl, en una ciutat misteriosa coberta per una espessa boira i plena de criatures inquietants.
El joc es distingeix per la seva narrativa complexa, els elements simbòlics i l'ús innovador de la tecnologia, com ara la banda sonora atmosfèrica composta per Akira Yamaoka i la limitació de visibilitat causada per la boira, que augmenta la tensió. Silent Hill va ser elogiat per la crítica pel seu enfocament centrat en l'horror psicològic, establint les bases per a una sèrie de seqüeles, adaptacions cinematogràfiques i una gran comunitat de seguidors.